# Pandia
Pandia (in greco antico: Πανδία?, Pandía) o Pandeia (in greco antico: Πανδεία?, Pandeía) è un personaggio della mitologia greca. È la personificazione del plenilunio.

## Genealogia
Figlia di Zeus e Selene, e secondo la maggior parte delle versioni, sorella di Ersa.
Una tradizione ateniese fa di Pandia la sposa di Antioco, figlio di Eracle e eroe eponimo della tribù ateniese Antiochide.

## Culto
Veniva celebrata con il padre Zeus in una festa ateniese nel mese di Elafebolione.